# Palmyra (Misuri)
Palmyra es una ciudad ubicada en el condado de Marion en el estado estadounidense de Misuri. En el Censo de 2010 tenía una población de 3595 habitantes y una densidad poblacional de 503,64 personas por km².

## Geografía
Palmyra se encuentra ubicada en las coordenadas 39°47′56″N 91°31′40″O / 39.79889, -91.52778. Según la Oficina del Censo de los Estados Unidos, Palmyra tiene una superficie total de 7.14 km², de la cual 7.14 km² corresponden a tierra firme y (0%) 0 km² es agua.

## Demografía
Según el censo de 2010, había 3595 personas residiendo en Palmyra. La densidad de población era de 503,64 hab./km². De los 3595 habitantes, Palmyra estaba compuesto por el 95.08% blancos, el 2.61% eran afroamericanos, el 0.11% eran amerindios, el 0.33% eran asiáticos, el 0.08% eran isleños del Pacífico, el 0.39% eran de otras razas y el 1.39% pertenecían a dos o más razas. Del total de la población el 1.2% eran hispanos o latinos de cualquier raza.